# Tafsir Saliou Ngom
Tafsir Saliou Ngom (ur. 20 listopada 1977 w Dakarze) – senegalski piłkarz występujący na pozycji obrońcy.
Swoją karierę rozpoczął w zespole ASC Jeanne d’Arc, z którym zdobył dwa mistrzostwa Senegalu (1999, 2001). Potem występował już tylko w amatorskich klubach we Francji.
W reprezentacji Senegalu zadebiutował 12 stycznia 1997 w zremisowanym 0:0 towarzyskim meczu z Mali, a 10 stycznia 1999 w wygranym 1:0 towarzyskim pojedynku z Gwineą strzelił swojego jedynego gola w kadrze. W latach 1997–1999 w drużynie narodowej rozegrał osiem spotkań.